# Академия имени Виллема де Кунинга
Академия имени Виллема де Кунинга (нидерл. Willem de Kooning Academie) — высшее художественное учебное заведение, расположенное в Роттердаме (Нидерланды).
Основана в 1781 году под названием Роттердамская Академия (нидерл. Rotterdamse Academie) и с тех пор несколько раз меняла своё официальное название, пока в 1998 году не получила имя американского художника нидерландского происхождения Виллема де Кунинга, учившегося в Академии в 1920-х годах. 
В состав Академии входит Институт Пита Зварта, названный в честь другого выдающегося воспитанника Академии, дизайнера Пита Зварта.
Академия предлагает своим студентам специализацию по изобразительному искусству, графическому дизайну, иллюстрации, фотографии, анимации и другим художественным дисциплинам. Численность обучающихся в академии в рамках бакалавриата и магистерской программы составляет около 2100 человек.